# بوليفار (تينيسي)
بوليفار (بالإنجليزية: Bolivar, Tennessee)‏ هي مدينة تقع بولاية تينيسي في وسط شرق الولايات المتحدة. تبلغ مساحة هذه المدينة 22 (كم²)، وترتفع عن سطح البحر 136 م، بلغ عدد سكانها 5417 نسمة في عام 2010 حسب إحصاء مكتب تعداد الولايات المتحدة وتصل الكثافة السكانية فيها 264.3 نسمة/كم2.

## التركيبة السكانية
حدّد مكتب تعداد الولايات المتحدة بيانات التركيبة السكانية لبوليفار في تعداد الولايات المتحدة. في ما يلي، التركيبة السكانية حسب تعدادي 2000 و2010.

### تعداد عام 2000
بلغ عدد سكان بوليفار 5,802 نسمة بحسب تعداد عام 2000، وبلغ عدد الأسر 2,161 أسرة وعدد العائلات 1,462 عائلة مقيمة في المدينة. في حين سجلت الكثافة السكانية 275.8 نسمة لكل كيلومتر مربع (714.3/ميل2). وبلغ عدد الوحدات السكنية 2,352 وحدة بمتوسط كثافة قدره 111.8 لكل كيلومتر مربع (289.6/ميل2).
وتوزع التركيب العرقي للمدينة بنسبة 42.33% من البيض و56.39% من الأمريكيين الأفارقة و0.07% من الأمريكيين الأصليين و0.50% من الأمريكيين ذوي الأصول الآسيوية و0.02% من سكان جزر المحيط الهادئ و0.07% من الأعراق الأخرى و0.62% من عرقين مختلطين أو أكثر و0.60% من الهسبانيون أو اللاتينيون من أي عرق.
بلغ عدد الأسر 2,161 أسرة كانت نسبة 37.4% منها لديها أطفال تحت سن الثامنة عشر تعيش معهم، وبلغت نسبة الأزواج القاطنين مع بعضهم البعض 39% من أصل المجموع الكلي للأسر، ونسبة 24.9% من الأسر كان لديها معيلات من الإناث دون وجود شريك،  بينما كانت نسبة 3.7% من الأسر لديها معيلون من الذكور دون وجود شريكة وكانت نسبة 32.3% من غير العائلات. تألفت نسبة 30% من أصل جميع الأسر من عدة أفراد يعيشون في نفس المنزل ونسبة 14.5% كانت تتألف من شخص يعيش بمفرده يبلغ من العمر 65 عاماً أو أكثر. وبلغ متوسط حجم الأسرة المعيشية 2.45، أما متوسط حجم العائلات فبلغ 3.03.
بلغ العمر الوسطي للسكان 36.9 عاماً. وكانت نسبة 25.9% من القاطنين تحت سن الثامنة عشر، وكانت نسبة 8.5% بين الثامنة عشر والرابعة والعشرين عاماً، ونسبة 23.4% كانت واقعةً في الفئة العمرية ما بين الخامسة والعشرين والرابعة والأربعين عاماً، ونسبة 19.7% كانت ما بين الخامسة والأربعين والرابعة والستين، ونسبة 13.6% كانت ضمن فئة الخامسة والستين عاماً فما فوق. يوجد لكل 100 أنثى 81.0 ذكر، ويوجد لكل 100 أنثى في الثامنة عشر من عمرها فما فوق 72.3 ذكر.
بلغ متوسط دخل الأسرة في المدينة 28,651 دولارًا، أما متوسط دخل العائلة فبلغ 35,298 دولارًا. وكان متوسط دخل الذكور 30,442 دولارًا مقابل 21,544 دولارًا للإناث. وسجل دخل الفرد الخاص بالمدينة 14,973 دولارًا. وكانت نسبة 19.5% من العائلات ونسبة 23.2% من السكان تحت خط الفقر، وكان من هؤلاء نسبة 28.7% تحت سن الثامنة عشر ونسبة 28.6% في الخامسة والستين من العمر وما فوق.

### تعداد عام 2010
بلغ عدد سكان بوليفار 5,417 نسمة بحسب تعداد عام 2010، وبلغ عدد الأسر 2,071 أسرة وعدد العائلات 1,343 عائلة مقيمة في المدينة. في حين سجلت الكثافة السكانية 257.5 نسمة لكل كيلومتر مربع (666.9/ميل2). وبلغ عدد الوحدات السكنية 2,333 وحدة بمتوسط كثافة قدره 110.9 لكل كيلومتر مربع (287.2/ميل2).
وتوزع التركيب العرقي للمدينة بنسبة 35.70% من البيض و61.57% من الأمريكيين الأفارقة و0.18% من الأمريكيين الأصليين و1.02% من الأمريكيين ذوي الأصول الآسيوية و0.48% من الأعراق الأخرى و1.05% من عرقين مختلطين أو أكثر و1.35% من الهسبانيون أو اللاتينيون من أي عرق.
بلغ عدد الأسر 2,071 أسرة كانت نسبة 33.4% منها لديها أطفال تحت سن الثامنة عشر تعيش معهم، وبلغت نسبة الأزواج القاطنين مع بعضهم البعض 34.7% من أصل المجموع الكلي للأسر، ونسبة 25.6% من الأسر كان لديها معيلات من الإناث دون وجود شريك،  بينما كانت نسبة 4.6% من الأسر لديها معيلون من الذكور دون وجود شريكة وكانت نسبة 35.2% من غير العائلات. تألفت نسبة 31.1% من أصل جميع الأسر من عدة أفراد يعيشون في نفس المنزل ونسبة 14.9% كانت تتألف من شخص يعيش بمفرده يبلغ من العمر 65 عاماً أو أكثر. وبلغ متوسط حجم الأسرة المعيشية 2.46، أما متوسط حجم العائلات فبلغ 3.08.
بلغ العمر الوسطي للسكان 40.0 عاماً. وكانت نسبة 24.3% من القاطنين تحت سن الثامنة عشر، وكانت نسبة 8.5% بين الثامنة عشر والرابعة والعشرين عاماً، ونسبة 23.1% كانت واقعةً في الفئة العمرية ما بين الخامسة والعشرين والرابعة والأربعين عاماً، ونسبة 27.1% كانت ما بين الخامسة والأربعين والرابعة والستين، ونسبة 17% كانت ضمن فئة الخامسة والستين عاماً فما فوق. وتوزع التركيب الجنسي للسكان بنسبة 45.4% ذكور و54.6% إناث.

## أعلام
- جون دودغ
- فيلي كيمب
- إدي بوند
- كالفين جونز
- برايان كريستوفر

## وصلات خارجية
- The US50 - Cities and Towns in Tennessee State